# 聖伯多祿和聖保祿聖殿

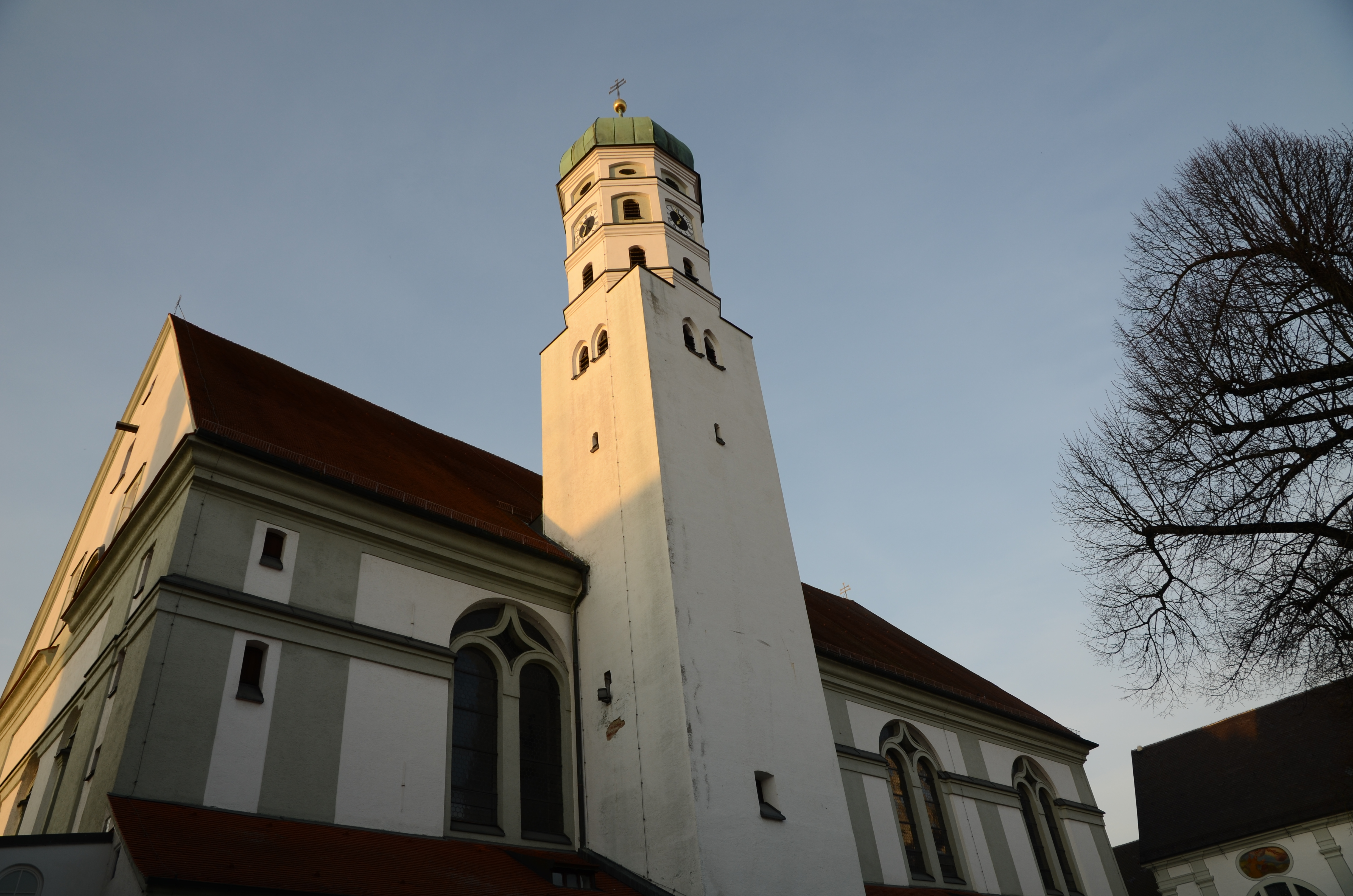
聖伯多祿和聖保祿聖殿

聖伯多祿和聖保祿聖殿（德語：Basilika SS. Peter und Paul）是德國的一座羅馬天主教教堂，位於迪林根，也是天主教奧格斯堡教區的主教座堂之一。現在的教堂修建於1619年至1628年。